# Sollevamento pesi ai Giochi della XXXIII Olimpiade - 71 kg femminile
La gara di sollevamento pesi della categoria fino a 71 kg femminile dei Giochi della XXXIII Olimpiade di Parigi si è svolta il 9 agosto 2024 presso il Paris Expo Porte de Versailles. La competizione è stata vinta dalla statunitense Olivia Reeves – che vinse la prima medaglia d'oro statunitense femminile nel sollevamento pesi dal 2000 stabilendo il record olimpico nello strappo – mentre l'argento e il bronzo sono andati rispettivamente alla colombiana Mari Sánchez e alla ecuadoriana Angie Palacios. La romena Loredana Toma, una delle grandi favorite, non completa l'esercizio nello slancio ed esce dalla gara.

## Risultati
| Pos. | Atleta             | Nazionalità                 | Strappo (kg) | Strappo (kg) | Strappo (kg) | Strappo (kg) | Slancio (kg) | Slancio (kg) | Slancio (kg) | Slancio (kg) | Totale |
| Pos. | Atleta             | Nazionalità                 | 1            | 2            | 3            | Risultato    | 1            | 2            | 3            | Risultato    | Totale |
| ---- | ------------------ | --------------------------- | ------------ | ------------ | ------------ | ------------ | ------------ | ------------ | ------------ | ------------ | ------ |
|      | Olivia Reeves      | Stati Uniti                 | 112          | 115          | 117          | 117          | 140          | 145          | 150          | 145          | 262    |
|      | Mari Sánchez       | Colombia                    | 108          | 112          | 112          | 112          | 135          | 140          | 145          | 145          | 257    |
|      | Angie Palacios     | Ecuador                     | 110          | 114          | 116          | 116          | 135          | 138          | 140          | 140          | 256    |
| 4    | Sjuzanna Valodz'ka | Atleti Individuali Neutrali | 108          | 111          | 113          | 111          | 135          | 140          | 142          | 135          | 246    |
| 5    | Marie Fegue        | Francia                     | 110          | 110          | 114          | 110          | 132          | 133          | 138          | 133          | 243    |
| 6    | Chen Wen-huei      | Taipei cinese               | 102          | 103          | 106          | 103          | 133          | 139          | 140          | 133          | 236    |
| 7    | Joy Ogbonne Eze    | Nigeria                     | 95           | 101          | 105          | 101          | 120          | 127          | 131          | 131          | 232    |
| 8    | Amanda Schott      | Brasile                     | 100          | 104          | 106          | 106          | 117          | 123          | 131          | 123          | 229    |
| 9    | Neama Said         | Egitto                      | 97           | 101          | 102          | 97           | 120          | 125          | —            | 125          | 222    |
| 10   | Jacqueline Nichele | Australia                   | 90           | 94           | 98           | 94           | 115          | 120          | 120          | 115          | 209    |
| —    | Loredana Toma      | Romania                     | 111          | 115          | 117          | 115          | 131          | 133          | 134          | —            | —      |
| —    | Vanessa Sarno      | Filippine                   | 100          | 100          | 100          |              | —            | —            | —            | —            | —      |